# Eljero Elia
Eljero Elia (Voorburg, Holanda Meridional, 13 de febrero de 1987) es un exfutbolista neerlandés que jugaba de centrocampista. Jugó en el equipo nacional de los Países Bajos, al cual representó en la Copa Mundial de Fútbol 2010.

## Trayectoria

### ADO Den Haag
Antes de sobresalir en el equipo juvenil del ADO Den Haag, jugó en muchos clubes de aficionados. Elia hizo su debut profesional en 2004, cuando tenía sólo 17 años de edad. En esa temporada jugó 4 partidos y marcó un gol con el ADO. Sin embargo las cosas se desviaron cuando el ADO Den Haag eligió a su nuevo entrenador, Lex Schoenmaker. Después de algunos conflictos con Elia, el FC Twente firmó al jugador.

### FC Twente

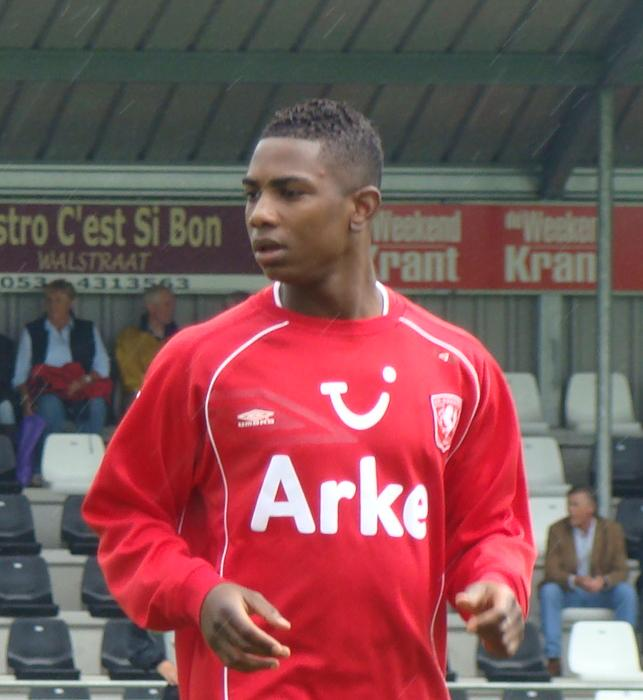
Elia con el FC Twente.

En el Twente, fue reconocido como uno de los mejores jugadores de la Eredivisie, al ser nombrado mejor talento neerlandés del año en 2009. El PSV Eindhoven realizó una oferta por el jugador.

### Hamburgo SV
El 5 de julio de 2009 fichó por el Hamburger SV alemán en un contrato de cinco años por un coste de 8,5 millones de euros. El 8 de agosto de 2009 hizo su debut como suplente en el primer partido de la temporada. Desde su ingreso en Hamburgo ha sido uno de los jugadores más consistentes de la Bundesliga y se convirtió rápidamente en uno de los favoritos de la hinchada. 

### Juventus de Turín
El 31 de agosto de 2011 fue traspasado a la Juventus de Turín por 9 millones de euros. Debutó el 25 de septiembre de 2011 en el Stadio Angelo Massimino ante el Catania Calcio, siendo sustituido al descanso por Simone Pepe.

### Werder Bremen
El 9 de julio de 2012 firmó un contrato de 4 años con el Werder Bremen de la bundesliga alemana.

### Feyenoord
El 6 de agosto de 2015 firmó por el Feyenoord. El 7 de agosto del siguiente año, en la primera jornada consiguió su primer triplete en la liga, en el partido que enfrentaba a su equipo con el Groningen, en campo de este último.

### Tramo final de carrera
En noviembre de 2021 regresó al ADO Den Haag. Dejó el club a final de temporada después de haber jugado su último encuentro en enero. Meses más tarde, en febrero de 2023, hizo oficial en una entrevista a ESPN que había decidido retirarse.

## Selección nacional

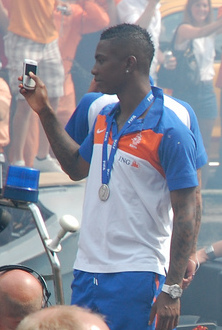
Recibimiento de la selección tras el Mundial de 2010.

Empezó jugando en la selección sub-19 de los Países Bajos en 2005, un año después de su debut como profesional. Se desarrolló rápidamente, y ya en el comienzo de 2006, fue seleccionado para la selección sub-21. También fue seleccionado por Bert van Marwijk para el encuentro amistoso del equipo absoluto contra Inglaterra.
El 5 de septiembre de 2009 realizó su debut con el equipo nacional absoluto neerlandés contra Japón en un partido amistoso sustituyendo a Arjen Robben. Dio una asistencia en la victoria por 3-0. El 9 de septiembre de 2009, en su segundo partido, marcó el único gol contra Escocia. Representó al combinado neerlandés en 6 de los 7 partidos que disputaron en la Copa Mundial de Fútbol de 2010, incluido el partido de la final que perdieron frente a España por 0-1 en la prórroga.

### Participaciones en Copas del Mundo
| Mundial           | Sede      | Resultado  | Partidos | Goles |
| ----------------- | --------- | ---------- | -------- | ----- |
| Copa Mundial 2010 | Sudáfrica | Subcampeón | 6        | 0     |

## Clubes
| Club                       | País         | Año       |
| -------------------------- | ------------ | --------- |
| ADO Den Haag               | Países Bajos | 2004-2007 |
| F. C. Twente               | Países Bajos | 2007-2009 |
| Hamburgo S. V.             | Alemania     | 2009-2011 |
| Juventus de Turín          | Italia       | 2011-2012 |
| Werder Bremen              | Alemania     | 2012-2015 |
| Southampton F. C. (cedido) | Inglaterra   | 2015      |
| Feyenoord Róterdam         | Países Bajos | 2015-2017 |
| Estambul Başakşehir F. K.  | Turquía      | 2017-2020 |
| F. C. Utrecht              | Países Bajos | 2020-2021 |
| ADO Den Haag               | Países Bajos | 2021-2022 |

## Palmarés

### Títulos nacionales
| Título                   | Club                      | País         | Año     |
| ------------------------ | ------------------------- | ------------ | ------- |
| Serie A                  | Juventus de Turín         | Italia       | 2011-12 |
| Copa de los Países Bajos | Feyenoord Róterdam        | Países Bajos | 2015-16 |
| Eredivisie               | Feyenoord Róterdam        | Países Bajos | 2016-17 |
| Superliga de Turquía     | Estambul Başakşehir F. K. | Turquía      | 2019-20 |